# Anker Gebr. Schoeller

Ehemaliges Logo

Die Anker Gebr. Schoeller GmbH + Co. KG (Eigenschreibweise: ANKER) ist eine 1854 gegründete deutsche Teppich-Weberei mit Sitz in Düren-Birkesdorf. Die Teppichfabrik ging 1854 aus der Tuchfabrik „Leopold Schoeller und Söhne“ hervor. Heute zählt sie als Tochterunternehmen zum chinesischen Familienunternehmen OFC.

## Vorgeschichte
Die Familie Schoeller ist seit Jahrhunderten urkundlich belegt; ihre Ursprünge lassen sich bis in das Jahr 1382 zurückverfolgen. Zahlreiche Familienmitglieder gründeten Unternehmungen in der Papier- und Textilbranche. 1854 gründete Leopold Schoeller – zunächst als Zweig seiner Tuchfabrik – das so genannte „Teppichkontor“. Die spätere Bezeichnung und das Logo „Anker“ rührt von der Neuausprägung des Schoeller’schen Familienwappens im Rahmen der Nobilitierung Alexander von Schoellers im Jahre 1863 her, als dieser das alte Familienwappen um einen Anker als altes Emblem des Handels und der kaufmännischen Solidität erweiterte.

## Geschichte
Verschiedene Erfindungen hatten die Grundlage für die maschinelle Herstellung von Teppichen geschaffen: Der Engländer Edmond Cartwright entwickelte im Jahr 1785 einen mechanischen Webstuhl zur maschinellen Fertigung von Tuchen und Teppichen. Allerdings ließen sich auf seinem Webstuhl nur einfache Gewebe ohne Muster herstellen. 1805 konstruierte der Franzose Joseph-Marie Jacquard einen Webstuhl mit einem Lochkarten-System, auf dem auch gemusterte, vielfarbige Stoffe und Teppiche gefertigt werden konnten. 1831 erfand der Schotte Richard Whytock das Kettfärbe-Verfahren, bei dem die Einzelfäden entsprechend dem Muster des Teppichs farbig bedruckt und dann erst verwebt wurden.
Die Teppichfabrikation galt im Textilgewerbe als Königsdisziplin, denn sie war äußerst aufwändig und kompliziert. Vorbilder waren die handgeknüpften, farbenprächtigen Orientteppiche, die im 19. Jahrhundert Luxusgüter waren. Im Manufakturbetrieb wurden bereits seit dem 18. Jahrhundert in Frankreich und Großbritannien Teppiche gefertigt. Leopold Schoeller versprach sich daher ein gutes Geschäft, maschinell Teppiche herzustellen, die den Originalen an Farbenpracht und Musterung nahe kamen, aber viel preiswerter waren. Im Jahr 1852 hörte Leopold Schoeller von Whytocks Erfindung und sicherte sich sofort ein preußisches Patent auf dieses Verfahren. Es wird mit den zugehörigen Zeichnungen noch heute im Geheimen Staatsarchiv in Berlin aufbewahrt.

### Vom Teppichkontor zur Teppichfabrik
Mit der Leitung des 1854 gegründeten Teppichkontors beauftragte Leopold Schoeller zunächst seinen vierten Sohn Philipp Eberhard Leopold Schoeller. Die Anfänge der Fabrikation gestalteten sich aus unterschiedlichen Gründen schwierig. Vielfältige technische und personelle Probleme ließen die Fabrik nicht aus den roten Zahlen herauskommen. Da Philipp Eberhard Leopold auch mit den schlesischen Familienunternehmen stark eingespannt war, übertrug deshalb Leopold Schoeller 1867 seinem fünften Sohn Philipp Nikolaus Ludwig (1833–1904) die Leitung. Mit ihm war ein Unternehmer gefunden, der das Kontor mit Sachkenntnis und kaufmännischem Gespür zum Erfolg führte. 1876 wurde das Anker-Zeichen beim königlichen Handelsgericht in Aachen als Markenzeichen der Teppichfabrik eingetragen.
1902 wurde Philipp Nikolaus Ludwigs Sohn, Philipp Leopold Schoeller (1868–1932), persönlich haftender Gesellschafter der Teppichfabrik. Er investierte in die Modernisierung und Vergrößerung der Fabrik und bescherte dem Unternehmen in den Jahren vor dem Ersten Weltkrieg einen Aufschwung. Während des Krieges kam die Teppichproduktion mangels Rohstoffen und Arbeitskräften jedoch völlig zum Erliegen. In der Fabrik produzierte man zuletzt Rüstungsteile, besserte Postsäcke aus und verwebte Papiergarn. In den Jahren nach dem Krieg litt auch die Teppichfabrik unter den Folgen der einsetzenden Inflation. Dennoch entwickelte die Firma Gebrüder Schoeller mit dem Turan-Teppich und den Broadlooms 1922 und 1924 zwei neue Produkte. Bei den Turan-Teppichen war das Muster auch auf der Rückseite zu sehen. Damit wurde der maschinengewebte Teppich dem orientalischen Knüpfteppich wieder einen Schritt ähnlicher. Der Turan-Teppich mit seiner exklusiven Qualität verkaufte sich sehr gut, so dass 1928 sechs weitere Drucktrommeln angeschafft und eigens ein neues Gebäude für die Herstellung errichtet wurden. Die Broadlooms beeindruckten nicht durch die Musterung, sondern durch ihre Größe und Dicke: Die unifarbenen, sehr dicken und schweren Teppiche waren bis zu 5 Meter breit. Gefertigt wurden sie für den US-amerikanischen Markt, wo luxuriöse, schwere Teppiche für große Räume in Mode waren. Die dafür notwendigen, aus dem britischen Maßsystem abgeleiteten, 366 Zentimeter, 457 Zentimeter und sogar 549 Zentimeter breiten Webstühle wurden von der Dürener Firma Depiereux gebaut. Der 549-cm-Webstuhl war weltweit der erste dieser Größe.

### Das Objektgeschäft
Schoeller konzentrierte sich nun verstärkt auf das „Objektgeschäft“, also die Ausstattung von großen, öffentlichen Bauprojekten, und erhielt zahlreiche prestigeträchtige Aufträge. So lieferte Anker beispielsweise 1925 Teppiche für das Hotel Adlon, stattete die Schlaf- und Speisewagen der Metropa-Züge sowie Dampfschiffe und Passagier-Zeppeline wie den LZ129 Hindenburg aus. 1932 übernahm Werner Schoeller (1895–1976), Sohn von Philipp Leopold, die Leitung der Teppichfabrik. Bereits 1934 rationierte das Reichswirtschaftsministerium die Rohstoffe für die Textilindustrie, was erste Einschränkungen für die Teppichfabrik bedeutete. Während des Zweiten Weltkriegs mussten wegen des Mangels an Arbeitskräften und Rohstoffen tiefe Einschnitte hingenommen werden. Ab 1940 produzierte Werner Schoeller auch für die Rüstungsindustrie. Bei dem großen Bombenangriff auf Düren am 16. November 1944 wurde die Teppichfabrik fast vollständig zerstört. Nach Ende des Krieges wurde sofort mit Wiederaufbau- und Reparaturarbeiten begonnen. Teppiche konnten ab Mai 1946 wieder gewebt werden. Ab Mitte der 1950er Jahre werden neben den klassischen Persermustern auch moderne Dessins gewebt, die namhafte Künstler wie u. a. Victor Vasarely und Gustav Kurt Beck entwarfen. Margret Hildebrand entwarf den Teppich für den deutschen Pavillon auf der Weltausstellung 1958 in Brüssel.
Ende der 1950er Jahre zeichnete sich ab, dass sich der Teppichbedarf für Privathaushalte zu sättigen begann. Infolgedessen sank die Nachfrage bei gleichbleibenden Kosten. Als Antwort hierauf führte Anker die aus der Samtherstellung bekannte Doppelplüschtechnik als günstigere Variante der Teppichproduktion ein. Zusätzlich, da abgepasste Teppiche aus der Mode kamen und sich Teppichböden durchzusetzen begannen, konzentrierte sich das Unternehmen verstärkt auf diese Sparte. 1959 entwickelte das Unternehmen mit Perlon Rips einen langlebigen Teppichboden, der sich besonders für öffentliche Bauten, Schulen, Hotels etc. eignete. Zudem wurde 1960 die Objektabteilung eingerichtet, die sich speziell an Architekten, Bauherren und Innenarchitekten richtete und diese gezielt beriet.
1964 band Werner Schoeller seinen Schwiegersohn Alexander Schoeller (1925–1987), Enkel des entfernten Verwandten und Bankdirektors Julius Alexander Schoeller, als Gesellschafter stärker in die Unternehmensführung ein. Damit einher gingen Modernisierungsmaßnahmen: Die Herstellung abgepasster Teppiche wurde reduziert, dafür vermehrt Auslegware für das Objektgeschäft produziert. Die Luftfahrtbranche wurde als Kunde in den Fokus genommen und es wurde branchenintern an Standards für Teppichböden gearbeitet. Letzteres vor allem, weil das Objektgeschäft die Überprüfbarkeit von Eigenschaften und Materialien der Teppichböden einforderte. Gemeinsam mit weiteren Teppichhersteller gründete Anker daher am 1. Januar 1965 das Deutsche Teppichforschungsinstitut (TFI), bei dem Alexander Schoeller im Beirat saß.
1968 führte das Unternehmen als zusätzliches Produktionsverfahren das in den USA entwickelte Tufting-Verfahren ein. Durch die prestigeträchtige Ausstattung der Neuen Nationalgalerie in Berlin mit Teppichboden erhielt das Objektgeschäft bei Anker Aufschwung.
Bis Mitte der 1970er Jahre stellte Anker noch abgepasste Teppiche her, wobei parallel dazu bereits seit Anfang der 1920er Jahre mit der Produktion von „Wand-Zu-Wand-Teppichen“, besonders den sogenannten Broadlooms für die USA, begonnen worden war. Ab 1977 produzierte Anker ausschließlich Teppichböden.

### Jahrtausendwende
Im Juli 2000 übernahm Markus Alexander Schoeller (1961–2015), Sohn von Alexander Schoeller, die Aufgabe des geschäftsführenden Gesellschafters. Er führte das Familienunternehmen in der sechsten Generation – zusammen mit Hans-Joachim Humme und Hans Fehl. Ungeachtet der Euro-Umstellung und den damit einhergehenden Rückgängen im Objektgeschäft war das Jahr 2001 das bis dahin erfolgreichste in der Firmengeschichte Ankers. Unter anderem Dank Perlon Brüssel – einer Weiterentwicklung von Perlon Rips –, das sehr erfolgreich in Banken und öffentlichen Gebäuden eingesetzt wurde. Für diese Kollektion wurden die vorhandenen Webmaschinen im Hause technisch weiterentwickelt und umgebaut. 2003 schied Humme aus dem Unternehmen aus, sein Nachfolger wurde Erwin Landheer. Fehl, der 2008 in den Ruhestand trat, wurde von Gerd Hoffe abgelöst. Die neue Dreierspitze trieb weitere Innovationen voran: So stellte Anker 2011 als einer der Vorreiter in der Teppichbodenindustrie die Verwendung von Standard-Syntetikgarnen auf Econyl-Nylon – rezyklierte, synthetische Garne – (von Aquafil) um. Im gleichen Zeitraum arbeitete Anker wieder verstärkt mit Designern wie etwa Marcel Wanders zusammen. 2012 erwarb Anker die Rechte für die Farbklaviatur von Le Corbusier für textile Bodenbeläge und wendete sie mit der Kollektion Perlon Rips LCS Plain entsprechend an. Seit dem 15. September 2014 firmiert das Unternehmen als „ANKER Gebr. Schoeller GmbH + Co. KG“. Kurz darauf brachen turbulente Zeiten für Anker an: Nach dem Tod von Markus Alexander Schoeller führten Erwin Landheer (kaufmännischer Geschäftsführer) und Gerd Hoffe (Technik, Entwicklung und Marketing) gemeinsam die Unternehmensgeschäfte weiter. Nachdem Erwin Landheer Anker Ende Juni 2017 verlassen hatte, führte Gerd Hoffe alleine das Unternehmen bis Ende 2018. Geschäftsführer war ab Januar 2019 Werner Heer. Unter seiner Riege wurde die Carpet World – eine Informationsplattform zu einzelnen Kollektionen – sowie die Digitalisierung des Produktangebots eingeführt und vorangetrieben. Darüber hinaus wurde er von den damaligen Gesellschaftern beauftragt, das Unternehmen neu aufzustellen und einen neuen Gesellschafter zu finden. Mit Vertrag vom 9. Dezember 2019 wurde Anker schließlich durch die chinesische Firma Ofc Commercial Carpet Co., Ltd. (OFC) als Mehrteilseigner übernommen. Im Juli 2021 wurde Dirk Boll übergangsweise nach dem Verkauf an OFC als Geschäftsführer einberufen. Neuer Geschäftsführer ist Marcus Reimann geworden, im Oktober 2022. Anfang 2025 hat der Eigentümer Dong Zhou als Managing Director übernommen. Unter seiner Führung – und analog zur Vision des neuen Investors – hat Anker eine internationalere Ausrichtung in seinem Markenauftritt erhalten. Der Fokus liegt nun verstärkt auf Fliesen, Planken und abgepassten Teppichböden. So wurde sich mit einer neuen RUG-Kollektion auf die Anfänge des Unternehmens rückbesinnt. Im Zuge des Rebrandings wurde das Logo überarbeitet und der Slogan in „simply everywhere“ erarbeitet.
Seit Oktober 2023 hält OFC alle Anteile von Anker.

## Produkte
Gegenwärtig stellt Anker neben Bahnenware auch Teppichfliesen und -planken sowie abgepasste Teppiche (RUGs) her – sowohl gewebt als auch getuftet. Zur Herstellung bzw. Veredelung der Teppichböden verfügt das Unternehmen über eine Streichgarn-Spinnerei, eine Ruten-Weberei für Schaft, Jacquard und Flachwebtechnik, 15 Tuftingmaschinen und Ausrüstungsanlagen sowie eine Färberei für Flocke, Strang und Stück.
Das bekannteste Anker-Produkt ist die Teppichboden-Kollektion „Perlon Rips“, die 1959 aus gesponnenem Streichgarn entwickelt wurde und bis heute einen hohen Marktanteil besitzt. Das besondere an diesem Teppichboden ist neben seiner Konstruktionsart vor allem seine Nachhaltigkeit: Die enge, dicht gewebte Schlinge macht den Teppichboden äußerst langlebig und zeichnet sich durch eine geradlinige Geometrie im Noppenstand aus, was nur mit Ruten-Weberei möglich ist. Das aus Polyamidfaser bestehende Streichgarn imitiert die Oberflächencharakteristik von Wolle.
Kerngeschäft ist der Objektbereich (öffentliche Bauten wie zum Beispiel Banken, Verwaltungen und Hotels) mit besonderem Schwerpunkt auf Office- und Bürogebäuden. Zudem werden Teppichböden für Flugzeuge und Autos produziert.

### Sonderlösungen und Rückenbeschichtungen
Für die gewebten und getufteten Teppichböden hat Anker Rückenbeschichtungen entwickelt wie auch Sonderlösungen für spezielle Verwendungszwecke. Hierzu zählen unter anderem:
- FluidStop: hygienische, feuchtigkeitsabweisende und -undurchlässige Teppichböden für Krankenhäuser, Altenheime, Hospitality etc.
- SonicWave®: Teppichboden für höhere Schallabsorption und bessere Trittschalldämmung[19]
- Akustisch wirksame Rückenbeschichtungen für Doppelbodensysteme
- Klimafliesen für Quellbelüftungssysteme[2]

- Magnetfliesen (ihre magnetische Haftkraft erspart bei entsprechender Präparierung des Untergrundes (Gegenpol zum in der Rückenbeschichtung befindlichen, magnetisierenden Material) eine Verklebung)
- System Eco Back: Teppichboden mit recycelbarer Rückenbeschichtung
- EVA und UnitBack: geruchsneutrale, Latex-, bitumen- sowie PVC-freie Rückenbeschichtungen

Darüber hinaus bietet Anker Kunden die Möglichkeit zur Individual-Gestaltung von Teppichböden.

### Produkte für die Luftfahrt
Ab 1960 baute Anker zusätzlich zum Objektbereich die Transportsparte weiter aus. Neben Schiffen und Zügen wurden nun auch Flugzeuge mit Teppichböden ausgestattet. Zu den belieferten Fluggesellschaften zählen bis heute nach eigenen Angaben Lufthansa, Boeing, Airbus, Emirates, Cathay Pacific, JetBlue und British Airways. Seit 2007 ist Anker nach EN 9100:2009 zertifiziert. Heute ist Anker einer der Marktführer in der Herstellung von Spezialteppichen für die Luftfahrt.

## Nachhaltigkeit
Für seine Teppichböden mit BCF Garnen verwendet Anker recyceltes Econyl von Aquafil. Aus den aus Polyamid-6 bestehenden Garne stellt Anker strapazierfähige Objekt- und Aviation-Teppichböden her. Die bei Anker bei der Teppichbodenherstellung anfallenden Garnreste und Überschussmaterialien werden laut eigener Aussage dem Recyclingprozess zugeführt. Im Zuge dessen hat Anker auch Teppichböden entwickelt, die sich vollständig recyceln lassen. Hierbei lassen sich alle Ebenen des Teppichbodens rückstandslos voneinander trennen und wiederverwenden. Das Pendant für den Aviation-Bereich erreicht das Maximum an Recyclingfähigkeit, welches derzeit bei 85 % liegt.
Darüber hinaus wendet Anker für die Färbung der einzelnen Garne das wassersparende Solution-Dyed-Verfahren an.

## Auszeichnungen (Auswahl)
- 1967: 2. Preis des Rosenthal-Studio-Preises für hervorragend gestaltete Produkte im Wohnbereich (für den EXPO-Teppich, in kleinerem Maßstab als das Original und in zwei verschiedenen Farbausführungen)
- 2008: Red Dot Design Award (für Perlon Rips Pure)[24]
- 2008: Good Design Award Chicago (für Perlon Rips Pure)[24]
- 2009: Nominierung zum Designpreis der Bundesrepublik Deutschland (Perlon Rips Pure)[24]
- 2011: Green Good Design Award Chicago (für Aera_Add)
- 2013: Red Dot Design Award (für Perlon Rips LCS)
- 2014: Iconic Award (für Perlon Rips)
- 2015: Good Design Award Chicago (Für Flat 01 bis 03)
- 2019: Green Good Design Award (für wing; Aviation-Teppich)
- 2022: Red Dot Design Award (für die Kollektion Texra®)[25]
- 2024: If design award (für die Kollektion TEXRA® SERART)[26]

## Designstudien
Gemeinsam mit Rohi, einem Hersteller für Sitztextilien aus Geretsried, entwickelt Anker seit mehr als einem Jahrzehnt regelmäßig Designstudien. Angefangen als lose Design-Kooperation hat sich daraus das Format Create x entwickelt. Die Create Spirit wurde mit dem Good Design Chicago (2016) sowie dem German Design Award (2018) ausgezeichnet.

## Ausgestattete Gebäude (Auswahl)
- Neue Nationalgalerie Berlin[5]
- ICC Berlin[5]
- Hauptsitz Norman Foster + Partners, London
- Bundestagsgebäude (ehemaliges Reichstagsgebäude) Plenarsaal, Tagungsräume und Abgeordnetenbüros, Berlin[5]
- Bundeskanzleramt Berlin[5]
- Tower 185, Frankfurt
- Konzert- und Veranstaltungshaus: Alte Oper Frankfurt
- Hotel: Kameha Grand Bonn – Interieurkonzept von Marcel Wanders
- Die Gebäude rund um die Rennstrecke Losail International Circuit in Doha
- ETH Hönggerberg in Zürich
- Universitätsklinikum Aachen

## Liegenschaften
Das Gelände von Anker in Düren umfasst eine Fläche von über 30 Hektar, wobei 62.000 m² davon bebaut sind. Mit Pikumag und Thelen gehören zudem noch zwei Tochtergesellschaften zum Unternehmen. Thelen ist die hauseigene Streichgarnspinnerei von Anker, die auch die Garnveredelung für Polyamid und Wolle übernimmt. Pikumag wiederum entwickelt hochwertige, recyclingfähige Beschichtungslösungen auf EVA-Basis (weiter) und bringt diese auf die textilen Bodenbeläge von Anker auf.